# Annette Peacock
Annette Peacock (* 1941 Brooklyn) je americká hudebnice a skladatelka. Její matka hrála na violu. Vyrůstala v Kalifornii a se skládáním hudby začala již ve svých pěti letech. Byla samoukem, jen počátkem sedmdesátých letech krátce studovala na Juilliard School. Jejím manželem byl jazzový kontrabasista Gary Peacock. Své první album nazvané I'm the One vydala roku 1972. Během své kariéry spolupracovala s mnoha hudebníky, mezi něž patří například Paul Bley, Mick Ronson a Chris Spedding.